# Carex aematorrhyncha
Espèce
Classification phylogénétique
Carex aematorrhyncha est une espèce de plantes du genre Carex et de la famille des Cyperaceae.

## Synonyme
- Carex aematorhyncha E.Desv. est une variante d'orthographe